# Gunder Andersson (konstnär)
Gunder Ted Percy Andersson, född 21 juli 1940 i Malmö, död 21 september 1990 på samma ort, var en svensk konstnär.
Andersson studerade konst under studieresor till Österrike, Belgien och Italien. Hans konst består av interiörer i kraftig kolorit och naturalistiska landskap. Han har utfört ett stort antal offentliga utsmyckningar runtom i Sverige. Andersson är begravd på Östra kyrkogården i Malmö.